# MG 17
MG 17  byl (spolu s MG 15) první letecký kulomet německé Luftwaffe.
Spolu s pohyblivým leteckým kulometem MG-15 vyvíjela firma Rheinmetall-Borsig i jeho pevnou variantu MG-17, určenou pro zástavbu do křídel, respektive synchronizovanou modifikaci určenou pro zástavbu do trupu. Automatika kulometu pracovala na stejném principu jako u MG-15. Odlišný byl způsob podávání nábojů. Dvojitý bubnový zásobník MG-15 byl nahrazen nábojovým pásem, jehož články byly kovové. Pásy měly kapacitu 50 nábojů, ale spojovaly se jednoduše do větších s kapacitou až 250 a více nábojů. Spojujícím prvkem byla střela na kraji pásu. Prázdný pás pro 200 nábojů vážil jen 1,1 kg. Zbraň se nabíjela elektropneumaticky, pás mohl být podáván z obou stran. Úpravy podávání nábojů a závěru umožnily zvýšit kadenci až na 1 180 výstřelů za minutu. Zbraň byla poměrně spolehlivá, nabíjela se jednoduše, ale byla složitá a náročná na údržbu. Náboj ráže 7,92 mm dokázal na vzdálenost 100 m prorazit 5 mm tenký pancíř a později se podařilo průraznost střely zvýšit na 17 mm z 50 m.
Zbraň měly ve výzbroji stíhací letouny Heinkel He 51, Messerschmitt Bf 109E, Bf 109F, Bf 109G (poslední verze vybavená tímto kulometem byla Bf 109G-4 z roku 1942), Fw 190A-1 až A-6 (z roku 1943), Messerschmitt Bf 110 (až do verze G). Jako pevný kulomet se montoval také do letadel Arado Ar 196, Focke-Wulf Fw 189, Heinkel He 115, Henschel Hs 123, Henschel Hs 126, Henschel Hs 129. Technicky zajímavá byla instalace dálkově ovládaného MG-17 do zadní části He 111 H-6. Do stíhacích letadel se z důvodu poměrně malé účinnosti v boji, obzvláště proti bombardérům, přestal montovat už v roce 1943. Do ostatních typů se vyráběl až do roku 1944. Do 1. července 1944 se vyrobilo 24 271 kusů, většina ze zbývajících leteckých kulometů tohoto typu byla konvertována na pozemní protiletadlové kulomety.